# 来生たかお (アルバム)
『来生たかお』（きすぎたかお）は、1980年にリリースされた来生たかおの企画アルバム（LP〈規格品番：17GK-7907〉）である。

## 概要
※原則的に、来生たかおは“来生”に省略、来生えつこは“来生えつこ”と表記。
“Limited Version”と題されたキティレコード所属アーチスト（小椋佳、高中正義 他）の名を冠した45回転アルバムの1枚で、LPのみで限定1万枚リリースされた。2011年現在、CD化されていない。
裏ジャケットに全曲の歌詞が掲載されている。
編曲者の“矢倉銀”は、来生のペンネームである。

## パッケージの体裁

### 帯のコピー
Limited Version いつもより、ボリュームを上げて聴きたくなった。　はなやかな都会に、やさしさとおだやかさが漂うそんな世界……来生たかお
“都会”には“まち”とルビが振られている。

## 収録曲

### SIDE 1
1. Goodbye Day（5:19）
  - 作詞：来生えつこ ／ 作曲：来生たかお ／ 編曲：松井忠重
  - 第10弾オリジナル・シングル（1981年5月21日リリース）のオリジナル版で、編曲が異なる。
  - 張學友をはじめアジア諸国でカヴァーされたものは、本アルバムに収録されたヴァージョンの編曲を基調としているが、歌詞はオリジナルとは異なり“別離”を描いている。他歌手によるカヴァーは来生たかお関連作品「被カヴァー曲」を参照。
  - ディレクターの提案により歌詞が先に作られた楽曲で[1]、来生えつこによれば、田中小実昌のエッセイ集『また一日』（文化出版局、1980年6月）のタイトルをサビの部分に引用しており、きっちりと文字数通りにメロディーが付けられたため、後で調整する必要もなかったという[2]。
  - 来生は、歌詞が最大限生きるよう作曲には気を配り[2]、“恋人同士がずっと良い関係でいられるように”という気持ちで歌っているという[3]。また、アンディ・ウィリアムスに歌って欲しいと語ったこともある[4]。
2. やさしさ、ひととき（4:03）
  - 作詞：来生えつこ ／ 作曲：来生たかお ／ 編曲：矢倉銀
  - 第9弾オリジナル・シングル「とにかく、あした」（1981年2月5日リリース）のB面にも収録されている。

### SIDE 2
1. とにかく、あした（3:46）
  - 作詞：来生えつこ ／ 作曲：来生たかお ／ 編曲：若草恵
  - 第9弾オリジナル・シングル。増位山太志郎、田辺靖雄がシングル（後者は1983年4月21日リリース）として、桃井かおりがアルバム『SHOW?』（1982年11月1日リリース）でカヴァーしている。
2. 美しい女（4:43）
  - 作詞：山川啓介 ／ 作曲：来生たかお ／ 編曲：松井忠重
  - 元々、町田義人のシングル「美しい女…エメラルダス」として1979年5月10日にリリースされた提供曲で、文化放送『セイ!ヤング』のラジオドラマ『スペースファンタジーエメラルダスll』のメインテーマとして使用された。なお、タイトルの“女”は“ひと”と読む。
  - 来生は、第11弾オリジナル・シングル「夢の途中-セーラー服と機関銃-」（1981年11月10日リリース）のB面で再びカヴァーしているが、編曲が異なる。
  - 雪村いづみがシングル「いとしいあした-あふれる愛に-」（1983年3月リリース）のB面でカヴァーしている。

## 参加ミュージシャン
記載なし

## 参加スタッフ
- Producer：多賀英典
- Director：本間一泰
- Recording Engineer：高城賢（K.R.S）
- Assistant Engineer：諸鍛冶辰也（K.R.S）、清水高志（K.R.S）
- Cutting Engineer：富田忠男（POLYDOR）
- Assistant Management：KITTY ARITIST INC.
- Design：Susumu Honjo
- Photo：佐藤秀明
- Stylist：Yohko Morita